# Frédéric Lodéon
Pour les articles homonymes, voir Lodéon.
Frédéric Lodéon, né le 26 janvier 1952 dans le 14e arrondissement de Paris, est un violoncelliste, chef d'orchestre et animateur de radio français.

## Biographie
Son grand-père est le sénateur de la Martinique Émile Lodéon. En 1960, son père, André Lodéon, est nommé directeur de l'École de musique de Saint-Omer puis de Grenoble de 1970 à 1994. C'est à Saint-Omer que le jeune Frédéric commence l'apprentissage de la musique avec le violoncelliste Albert Tétard.
Il entre au Conservatoire national supérieur de musique de Paris et reçoit le premier prix de violoncelle en 1969, décerné à l'unanimité du jury.
Il fait ses débuts à la télévision en 1975 dans l'émission Le Grand Échiquier de Jacques Chancel, qui l'aide à s'imposer dans les médias.
En 1977, il remporte le premier prix ex aequo du concours international Mstislav Rostropovitch ; il est le seul Français à l'avoir remporté.
Par la suite, il a dirigé plusieurs orchestres, parmi lesquels l'Orchestre philharmonique de Radio France, l'Orchestre du Capitole de Toulouse, l’Orchestre national Bordeaux Aquitaine.
Au début des années 1990, il présente sur France 3 l'émission Musiques, Maestro ! qui veut faire connaître les orchestres français tels que l'Orchestre de Paris, l'Orchestre national Bordeaux-Aquitaine ou l'Orchestre national de Lyon, à un très large public.
Il se rend célèbre auprès du grand public par ses émissions Carrefour de Lodéon sur France Inter de 1992 à 2014 puis sur France Musique jusqu'au 28 juin 2020, ainsi que Les grands concerts de Radio France. Son ton enjoué et son érudition lui valent un succès continu. Il a présenté aussi les Victoires de la musique classique sur France 3 jusqu'en 2018.
De 2014 à 2017, il est président d'honneur du Festival Bach en Drôme des Collines.
Frédéric Lodéon anime également chaque année en juillet le festival musical « À portée de rue » à Castres dont le parrain était le chef d'orchestre Georges Prêtre jusqu'à son décès en janvier 2017.
Il anime également certains concerts du Conservatoire américain de Fontainebleau chaque été, et travaille à sa communication dans la perspective du centenaire de l'école en 2021.
En 2015, il devient le parrain du festival de musique de Saint-Malo « Classique au large ».

## Carrière
(avril 2020).
- 1972 : premier concert à Radio France et participation au festival Yehudi Menuhin de Gstaad (Suisse).
- 1972, 1974, 1976 : participation au festival de Prague (Tchécoslovaquie).
- 1973 (?) : participation au festival d'Avignon
- 1978 : concerts à Washington (États-Unis) sous la direction de Mstislav Rostropovitch, en Europe de l’Ouest et de l’Est, au Canada, direction de l’Orchestre symphonique d’Europe. Auteur et présentateur de l’émission Musique Maestro sur FR3.
- Depuis 1992 : producteur et présentateur de l'émission Carrefour de Lodéon sur France Inter, puis sur France Musique à partir de septembre 2014.
- 1993 : direction de l’Orchestre du Capitole de Toulouse, l’Orchestre symphonique de Lyon, l’Orchestre philharmonique des Pays de la Loire.
- 1995 : direction des orchestres de Bretagne et de Bordeaux.
- 1996 : direction de l’orchestre de Basse Normandie.
- 1997 : direction de l’orchestre de Bucarest, de l’Opéra de Marseille et de l’Orchestre philharmonique de Radio France.
- 1998 : direction de l’Orchestre de Paris et de l’Ensemble orchestral de Paris.
- Depuis 1998 : directeur musical de l'Orchestre symphonique européen et collaborateur régulier de la chaîne de télévision Mezzo.
- De 1999 à 2014 : producteur et présentateur de l'émission Les grands concerts de Radio France sur France Inter.
- De 2000 à 2006 : producteur et présentateur de l’émission le Pavé dans la mare sur France Musique[3],[4].
- De 2002 à 2018 : coprésentateur des « Victoires de la musique classique » sur France 3.
- Depuis 2003 : président d’honneur du festival de Pontlevoy.
- De 2006 à 2014 : producteur et présentateur de l'émission Plaisirs d’amour sur France Musique.
- Depuis 2007 : parrain des Estivales de Musique en Médoc[5].

## Discographie
- Concertos pour violoncelle de Vivaldi avec Jean-François Paillard
- Concertos pour violoncelle de Haydn
- Concertos pour violoncelle de Boccherini
- Concerto pour violoncelle de Schumann
- Concerto pour violoncelle de Lalo
- Intégrale de la musique de chambre de Schumann (avec Jean Hubeau, Jean Moullière, le quatuor Via Nova (Erato))
- L’Épiphanie d'André Caplet (Grand Prix de l'Académie Charles-Cros)
- Sonates de Schubert, Chostakovitch, Prokofiev
- Trios de Schubert, Ravel
- Trio opus 50 de Tchaïkovski (Grand Prix de l’académie du disque français)
- Musique de chambre de Fauré
- Carmen, suites no 1 & 2 ; Symphonie no 1 en ut majeur, de Georges Bizet (dirige l'Orchestre National Bordeaux Aquitaine)

## Distinctions
- 1er prix au concours de violoncelle « Maurice Maréchal » (1972)
- Prix du Président de la République (2 fois)
- 1er prix au concours « Rostropovitch » (1977)
- Lauriers d’or du Club de l’audiovisuel 1999
- Grand prix Anima 4 du meilleur animateur radio de l’année 2001, décerné par la Communauté des Radios francophones publiques
- Commandeur du Tastevin (2005)
- Prix Richelieu 2007
- Victoire de la Musique d'honneur 2017

## Décorations
- Chevalier de la Légion d'honneur Il est fait chevalier le 31 décembre 2001[6].
- Commandeur de l'ordre des Arts et des Lettres Il est promu commandeur le 12 mars 2019[7].